# Соттунга
Соттунґа (швед. Sottunga) — громада на Аландських островах (Фінляндія). Загальна площа території — 342,46 км, з яких 314,41 км² — вода. 

## Демографія
На 31 січня 2011 в громаді Соттунґа проживають 110 осіб: 55 чоловіків і 55 жінок. 
Фінська мова є рідною для 7,56% жителів, шведська — для 87,39%. Інші мови є рідними для 5,04% жителів громади. 
Віковий склад населення: 
- до 14 років — 14,55%
- від 15 до 64 років — 61,82%
- від 65 років — 31,82%

Зміна чисельності населення за роками:  
| Рік  | Чисельність |
| ---- | ----------- |
| 1980 | 149         |
| 1990 | 133         |
| 2000 | 129         |
| 2010 | 119         |
| 2011 | 110         |